# Grant Leadbitter
Grant Leadbitter (ur. 7 stycznia 1986 w Fencehouses) – angielski piłkarz występujący na pozycji obrońcy w Middlesbrough.